# Natação nos Jogos Olímpicos de Verão de 1904 - 50 jardas livre masculino
A prova de 50 jardas livreda natação foi realizada como parte dos programa da Natação nos Jogos Olímpicos de Verão de 1904. Foi a primeira vez que o evento de curta distância foi realizado nas Olimpíadas e a única vez em que a distância de 50 jardas foi utilizada. As edições subsequentes do programa usariam a distância de 50 metros, embora a curta distância não fosse reaparecer até os Jogos Olímpicos de Verão de 1988.
Nove nadadores de duas nações competiram.

## Medalhistas
| Ouro   | HUN Zoltán Halmay   |
| Prata  | USA Scott Leary     |
| Bronze | USA Charles Daniels |

## Formato da competição
A competição consistiu em duas fases: semifinal e final. Houve duas semifinais, com os três primeiros de cada avançando à final. 

## Resultados

### Semifinas
Os três primeiros de cada bateria avançaram à final. Os reusltados dos nadadores eliminados são incertos, mas David Hammond, Edwin Swatek e Bill Orthwein são nomeados por de Wael como possíveis competidores.

#### Semifinal 1
| Pos. | Nadador        | CON                | Tempo        | Notas |
| ---- | -------------- | ------------------ | ------------ | ----- |
| 1    | Zoltán Halmay  | HUN Hungria        | 29.6         | Q     |
| 2    | Leo Goodwin    | USA Estados Unidos | Desconhecido | Q     |
| 3    | Raymond Thorne | USA Estados Unidos | Desconhecido | Q     |
| 4    | Desconhecido   | Desconhecido       | Desconhecido |       |
| 5    | Desconhecido   | Desconhecido       | Desconhecido |       |

#### Semifinal 2
| Pos. | Nadador         | CON                | Tempo        | Notas |
| ---- | --------------- | ------------------ | ------------ | ----- |
| 1    | Scott Leary     | USA Estados Unidos | 28.2         | Q     |
| 2    | Charles Daniels | USA Estados Unidos | Desconhecido | Q     |
| 3    | David Gaul      | USA Estados Unidos | Desconhecido | Q     |
| 4    | Desconhecido    | Desconhecido       | Desconhecido |       |

### Final
A final teve de ser disputada por duas vezes, pois na primeira estava muito apertado para definir um vencedor.
| Pos.              | Nadaor          | CON                | Tempo          | Tempo         |
| Pos.              | Nadaor          | CON                | Primeira prova | Segunda prova |
| ----------------- | --------------- | ------------------ | -------------- | ------------- |
| Medalha de ouro   | Zoltán Halmay   | HUN Hungria        | 28.2           | 28.0          |
| Medalha de prata  | Scott Leary     | USA Estados Unidos | 28.2           | 28.6          |
| Medalha de bronze | Charles Daniels | USA Estados Unidos | Desconhecido   | Desconhecido  |
| 4                 | David Gaul      | USA Estados Unidos | Desconhecido   | Desconhecido  |
| 5                 | Leo Goodwin     | USA Estados Unidos | Desconhecido   | Desconhecido  |
| 6                 | Raymond Thorne  | USA Estados Unidos | Desconhecido   | Desconhecido  |